# إريك تشافيز
إريك تشافيز (بالإنجليزية: Eric Chavez)‏ هو لاعب كرة قاعدة أمريكي، ولد في 7 ديسمبر 1977 في لوس أنجلوس في الولايات المتحدة.

## وصلات خارجية
- إريك تشافيز على موقع دوري كرة القاعدة الرئيسي (الإنجليزية)
- إريك تشافيز على موقعبيزبول رفرنس.كوم (الدوري الرئيسي) (الإنجليزية)
- إريك تشافيز على موقعبيزبول رفرنس.كوم (الدوري الثانوي) (الإنجليزية)
- إريك تشافيز على موقع إي إس بي إن.كوم (أم.أل.بي) (الإنجليزية)
- إريك تشافيز على موقع مشجعي الرسوم البيانية (الإنجليزية)